# Kilimanur
Kilimanoor (les dues "o" es pronuncien com una "u") és una concentració de població designada pel cens a l'estat de Kerala, Índia

## Història
Kilimanur (nom que significa "la terra del 'Kili' d'aus i cérvols") fou un antic estat tributari protegit del tipus idavagay, a la taluka de Chirayinkil a l'estat natiu de Travancore a La seva població el 1901 era de 3.053 habitants. L'estat no pagava tribut i el seu sobirà era koil tampuran, aliat per matrimoni al sobirans de Travancore i, per tant, a la família reial. L'estat fou concedit el 1728 pel rajà de Travancore a un koli tampuran que havia salvat a un l'hereu aparent al tron, fill de la rani d'Attingal.